# 독일 스포츠 대학교 쾰른
독일 스포츠 대학교 쾰른(Deutsche Sporthochschule Köln)은 독일 쾰른에 있는 체육 특성화 대학이다. 1947년에 설립되었다.